# Gabriella Pichert
Gabriella Pichert (* 11. Februar 1953 in Zürich) ist eine Schweizer Ärztin und Genetikerin. Ihre Spezialgebiete sind die Onkologie und Hämatologie. Sie engagiert sich seit den Anfängen ihrer Karriere in der klinischen Krebsforschung.

## Leben
Pichert hat ihr Doktorat 1980 an der Universität Zürich abgeschlossen und war in den darauffolgenden zehn Jahren in diversen Fachgebieten tätig. Während ihrer postdoktoralen Ausbildung war sie Assistenzärztin in der Neurologie, Psychiatrie, Inneren Medizin, Onkologie und Hämatologie am Universitätsspital Zürich sowie am Waidspital Zürich.
Seit 1992 ist Pichert Fachärztin für Onkologie und Hämatologie. Am Universitätsspital Zürich leitete hat sie zwischen 1999 und 2002 die Beratungsstelle für Familien mit vererbten Krebserkrankungen. 2000 wurde sie ebenda in Medizinischer Onkologie habilitiert. Ab 2002 arbeitete sie in England und vertiefte sich in die Genetik, auch im Zusammenhang mit Krebserkrankungen. Während sechs Jahren arbeitete sie am Guy’s and St Thomas’ Hospital in London, zunächst als Fachärztin für klinische Genetik und danach als Co-Leiterin der klinischen Genetik im Bereich von Krebserkrankungen.
Bisher hat Pichert über 80 wissenschaftliche Arbeiten publiziert und ein Buch über die Diagnose und das Management von seltenen, vererbten Krebserkrankungen geschrieben (Stand 2024). Zurzeit arbeitet sie im London Genetics Center und in diversen Privatkliniken in der Schweiz, unter anderem in der Klinik für Hämatologie und Onkologie der Klinik Hirslanden in Zürich. Spezialisiert ist sie in Brust- und Eierstockkrebs, Dickdarmkrebs sowie seltenen vererbten Krebssyndromen wie zum Beispiel dem Von-Hippel-Lindau-Syndrom, dem Li-Fraumeni-Syndrom oder der Neurofibromatose Typ 1 und Typ 2.

## Wirken
In der Krebsforschung ist Gabriella Pichert seit 1990 tätig. Zunächst war sie während eines Jahres Vorsitzende der Lymphomgruppe der Schweizerischen Arbeitsgemeinschaft für Klinische Krebsforschung. Ab 1999 war sie am Schweizerischen Institut für angewandte Krebsforschung, zunächst als Vizepräsidentin des Network for Cancer Predisposition Testing, von 2002 bis 2003 als Präsidentin. In Grossbritannien forschte Pichert zwischen 2007 und 2010 in der UK Cancer Genetics Group.

## Schriften (Auswahl)
- mit Chris Jacobs: Rare Hereditary Cancers: Diagnosis and Management. Springer, Cham 2016, ISBN 978-3-319-29996-9.

- Publikationen von Gabriella Pichert auf Pubmed.